# هوای شب
هوای شب تا قبل از قرن ۱۹ در بسیاری از فرهنگ‌های غربی خطرناک تلقی می‌شد. مردم در آن زمان معتقد بودند که بخاری به نام میاسما از خاک بر می‌خیزد و در هوای شب ترکیب می‌شود و عامل ایجاد بسیاری از بیماری‌ها است. همچنین میاسما شامل بخار بدبوی نشأت گرفته از پوسیدن مواد آلی شامل سبزیجات فاسد شده می‌شد. مردم برای در امان ماندن از میاسما و هوای شب نفس نمی‌کشیدند، به خانه‌های خویش می رفتند و درها یا پنجره‌ها را می‌بستند همچنین بسیاری بر این باور بودند که هوای سرد میزان میاسما در هوا را تشدید می‌کند. این باور در قرن ۱۹ و با کشف میکروب‌ها و بیان نظریهٔ میکروب‌های بیماری‌زا به طور کامل نابود گشت. یکی از دلایل نامگذاری بیماری مالاریا به این نام فعال بودن عامل آن یعنی پشهٔ مادهٔ مالاریا در طول شب می‌باشد.

## پیوندها
- میکروب